# Puchar Ameryki Północnej w narciarstwie alpejskim 2022/2023
Sezon 2022/2023 Pucharu Ameryki Północnej w narciarstwie alpejskim rozpoczął się 30 listopada 2022 r. w amerykańskim Copper Mountain Resort rywalizacją w slalomie gigancie kobiet. Pierwsze zawody dla mężczyzn (zjazd) rozegrano z kolei 7 grudnia 2022 r. w tym samym ośrodku narciarskim. Ostatnie, wspólne zawody sezonu (slalom) przeprowadzono 28 marca 2023 r. na stokach Whistler Mountain w Kanadzie. Zorganizowano 25 startów dla kobiet i 24 dla mężczyzn.

## Puchar Ameryki Północnej w narciarstwie alpejskim kobiet
Wśród kobiet Pucharu Ameryki Północnej z sezonu 2021/2022 broniła Amerykanka Ava Sunshine. Tym razem najlepsza okazała się jej rodaczka Mary Bocock.
W poszczególnych klasyfikacjach triumfowały:
- slalom:  Allie Resnick
- gigant:  Cassidy Gray
- supergigant:  Mary Bocock
- zjazd:  Lauren Macuga i  Tricia Mangan

## Puchar Ameryki Północnej w narciarstwie alpejskim mężczyzn
Wśród mężczyzn Pucharu Ameryki Północnej z sezonu 2021/2022 bronił Kanadyjczyk Liam Wallace. Tym razem najlepszy okazał się Amerykanin Isaiah Nelson.
W poszczególnych klasyfikacjach triumfowali:
- slalom:  Reto Schmidiger
- gigant:  Asher Jordan
- supergigant:  Samuel Dupratt
- zjazd:  Erik Arvidsson